# ترو۶۴ یونیکس

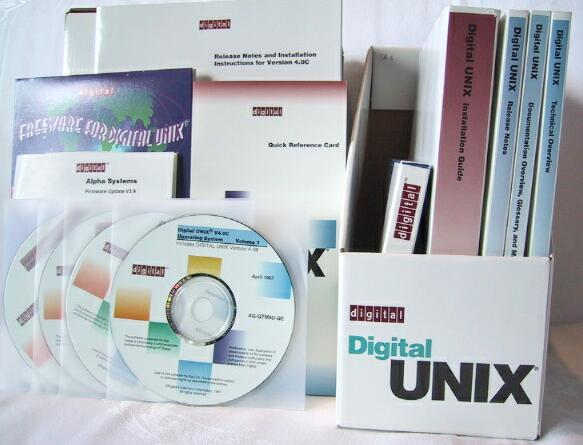
ترو۶۴ یونیکس

ترو۶۴ یونیکس (به انگلیسی: Tru64 UNIX) یک سیستم‌عامل یونیکس ۶۴ بیتی برای معماری مجموعه دستور آلفا است که در حال حاضر در اختیار شرکت هیولت-پاکارد قرار دارد. در گذشته، این سیستم یکی از محصولات شرکت کامپک بود و قبل از آن هم در اختیار شرکت دیجیتال اکیپمنت کورپوریشن و به ان Digital UNIX (و پیش از آن DEC OSF/1 AXP) می‌گفتند. همان‌طور که از نام اولیه این سیستم‌عامل پیداست، ترو۶۴ یونیکس مبتنی بر سیستم‌عامل OSF/1 بوده‌است. محصول یونیکس قبلی شرکت DEC اولتریکس نام داشت و مبتنی بر بی‌اس‌دی بود. ترو۶۴ یونیکس در میان نسخه‌های تجاری یونیکس کمی غیرمعمول است، به این صورت که از هسته ماخ که در دانشگاه کارنگی ملون توسعه یافته، استفاده می‌کند (دیگر سیستم‌عامل‌های یونیکس که از ماک استفاده می‌کنند عبارتند از نکست‌استپ، مک اواس ده، آی‌اواس و MkLinux). ترو۶۴ یونیکس نیازمند سفت‌افزار بوت SRM است که در سیستم‌های مبتنی بر دک آلفا وجود دارد.